# Commission Stasi
Pour l’article homonyme, voir Stasi (homonymie).
La commission Stasi est une commission française présidée par Bernard Stasi, médiateur de la République de 1998 à 2004. Composée de 20 membres, cette commission de réflexion sur l'application du principe de laïcité est mise en place le 3 juillet 2003 par Jacques Chirac, président de la République. Elle rend ses conclusions le 11 décembre 2003.

## Présentation
Le 3 juillet 2003, le président de la République Jacques Chirac crée une commission de réflexion « sur l'application du principe de laïcité dans la République ». Il en a confie la présidence à Bernard Stasi, alors Médiateur de la République .
La commission est composée de vingt membres de divers horizons : enseignants, chercheurs, juristes, politiques, responsables d'établissements scolaires... Pendant près de trois mois, elle auditionne quelque 140 personnes représentant la société civile, les partis politiques et les instances religieuses du pays, dont une centaine en séance publique.
Alors que depuis des mois le débat s'était focalisé sur la question du voile islamique à l'école et la nécessité ou non de faire une loi interdisant le port de signes religieux en milieu scolaire, Jacques Chirac a souhaité que le travail de la commission soit plus large et porte également sur la place de la laïcité dans le monde du travail, les services publics, les lieux publics, etc.
Toutefois, le foulard islamique a monopolisé les débats dans le champ médiatique, laissant apparaître les profonds désaccords de la classe politique.
En réponse à ce rapport, le président Chirac a appelé dans un discours du 17 décembre 2003 les Français à se rassembler autour du principe de laïcité, « pierre angulaire de la République, faisceau de nos valeurs communes de respect, de tolérance, de dialogue ».

## Rapport
La commission a remis son rapport au président de la République, le 11 décembre 2003. Elle y écrit que :

« La liberté de conscience, l’égalité de droit, et la neutralité du pouvoir politique doivent bénéficier à tous, quelles que soient leurs options spirituelles. Mais il s’agit aussi pour l’État de réaffirmer des règles strictes, afin que ce vivre en commun dans une société plurielle puisse être assuré. La laïcité française implique aujourd’hui de donner force aux principes qui la fondent, de conforter les services publics et d’assurer le respect de la diversité spirituelle. Pour cela, l’État se doit de rappeler les obligations qui s’imposent aux administrations, de supprimer les pratiques publiques discriminantes, et d’adopter des règles fortes et claires dans le cadre d’une loi sur la laïcité. »

### Principes
Le rapport, après un historique de la laïcité en France, expose ses deux principes majeurs : la neutralité de l’État, qui impose à la République d’assurer « l’égalité devant la loi de tous les citoyens sans distinction d’origine, de race ou de religion », et la liberté de conscience avec notamment sa déclinaison en liberté de culte. Elle relève que des tensions peuvent apparaître entre ces deux pôles que sont la neutralité de l’État laïque et la liberté de conscience, notamment dans son expression religieuse ; les cadres de ces tensions sont principalement l’armée, la prison, l’hôpital et l’école.
La commission appelle également à des « accommodements raisonnables », c’est-à-dire des réponses pouvant être donnés aux situations qui sortent du champ de la loi de 1905 (octroi de permis pour l’édification de nouveaux lieux de culte, aménagement des menus de la restauration collective, respect des exigences liées aux principales fêtes religieuses, rites mortuaires, ou enseignement du fait religieux). Elle reconnaît que la mise en œuvre du principe de laïcité n’a pas encore permis de combler des déficits d’égalité entre les croyants ou entre ceux-ci et les athées, les rationalistes et les libres-penseurs.

### Constats
Le document reprend de nombreux exemples de manquements à la laïcité de la part d’usagers dans les lieux publics, au nom de leur croyance :
- École : port d’un signe religieux ostensible à l’école ; demandes d’absences systématiques un jour de la semaine ; interruption de cours et d’examens pour un motif de prière ou de jeûne ; contestation du programme d’histoire ou de sciences et vie de la terre ; certificats médicaux injustifiés pour se faire dispenser des cours d’éducation physique et sportive : autorité des enseignantes contestée par des élèves ou leurs parents. La commission rappelle que « toutes ces attitudes sont illégales. Même si elles ne sont le fait que d’une minorité activiste, elles portent gravement atteinte aux principes qui régissent le service public. »
- Hôpital : opposition à des transfusions sanguines ; refus par des hommes de voir leurs épouses ou leurs filles soignées ou accouchées par des médecins hommes ; couloirs transformés en lieux privatifs de prière ; cantines parallèles aux cantines hospitalières.
- Justice et prison : expression de la vie spirituelle et religieuse des détenus ; influences sur des détenus pour qu’ils se soumettent à certaines prescriptions religieuses ; demande de récusation d’un magistrat en raison de sa confession supposée.
- Espace public : demande de créneaux d’utilisation non mixte d’équipements (piscines) ; fonctionnaires exigeant de porter, sur leur lieu de travail, une kippa ou un voile manifestant leur appartenance confessionnelle.

La commission constate que les fondements du pacte social sont sapés : le repli communautaire se développe, la situation des femmes et jeunes filles est en régression dans certains lieux (« la situation des filles dans les cités relève d’un véritable drame »), la christianophobie, l'islamophobie, l’antisémitisme et la xénophobie sont en augmentation.

### Propositions
Elle propose des solutions (ou des statu quo) à ces constats, notamment à l’école, parmi lesquelles :
- Adopter solennellement une Charte de la laïcité qui serait remise à différentes occasions.
- École :
  - Faire respecter strictement les règles d’obligation scolaire et le contenu des programmes.
  - Mieux assurer l’enseignement du fait religieux.
  - Rendre possible l’accès à l’école publique dans toutes les communes.
  - En Alsace-Moselle, inclure l’islam au titre des enseignements religieux proposés et laisser ouvert le choix de suivre ou non un enseignement religieux.
  - Légiférer pour que l’espace scolaire reste un lieu de liberté et d’émancipation, en interdisant les tenues et signes manifestant une appartenance religieuse ou politique — les établissements privés pouvant adopter, s’ils le souhaitent, des règles équivalentes à celles des établissements d’enseignement public ; ces propositions inspireront les termes de la loi sur les signes religieux dans les écoles publiques du 15 mars 2004.
  - Faire des fêtes religieuses de Kippour et de l’Aïd el-Kebir des jours fériés dans toutes les écoles de la République.
  - Créer une École nationale d’études islamiques.
- Établissements publics :
  - Inviter les administrations à prévoir des mets de substitution dans les cantines publiques.
  - Affirmer le strict respect du principe de neutralité par tous les agents publics.
  - Recruter des aumôniers musulmans dans l’armée et dans les prisons.
  - Compléter la loi hospitalière pour rappeler aux usagers leurs obligations, notamment l’interdiction de récuser du personnel soignant.
  - Créer une disposition législative rappelant l’exigence de mixité dans les lieux publics, notamment les équipements publics sportifs.
- Donner aux courants libre-penseurs et aux humanistes rationalistes un accès équitable aux émissions télévisées de service public.

## Membres
- Président :
  - Bernard Stasi, ancien ministre, médiateur de la République

- Membres :
  - Mohammed Arkoun, professeur émérite d’histoire de la pensée islamique à la Sorbonne (université de Paris III)
  - Jean Baubérot, président honoraire de l’École pratique des hautes études (EPHE), titulaire de la chaire d'histoire et sociologie de la laïcité à l'EPHE.
  - Hanifa Amdoula, médiatrice au ministère de l’Éducation nationale
  - Jacqueline Costa-Lascoux, juriste, directrice de recherche au CNRS
  - Régis Debray, philosophe et écrivain, professeur des universités
  - Michel Delebarre, ancien ministre, député-maire de Dunkerque
  - Nicole Guedj, avocate au barreau de Paris
  - Ghislaine Hudson, proviseure au lycée de Dammarie-les-Lys
  - Gilles Kepel, professeur des universités à l’Institut d’études politiques de Paris
  - Marceau Long, vice-président honoraire du Conseil d’État
  - Nelly Olin, sénatrice-maire de Garges-les-Gonesse
  - Henri Peña-Ruiz, philosophe et écrivain, maître de conférences à l’IEP de Paris
  - Gaye Petek, présidente de l’association ELELE
  - Maurice Quénet, recteur d’académie, chancelier des universités de Paris
  - René Rémond, professeur des universités, président de la Fondation nationale des sciences politiques
  - Raymond Soubie, président d’Altedia
  - Alain Touraine, sociologue, directeur d’études à l’École des hautes études en sciences sociales (EHESS)
  - Patrick Weil, Directeur de recherche au CNRS [5]

- Rapporteur Général :
  - Rémy Schwartz, conseiller d’État, doyen des commissaires du gouvernement